# 우필
우필(祐筆)은 주인을 대신하여 서장(書狀)이나 각종 문서를 대필하는 직명으로서 그 필적을 우필서(祐筆書)라 부른다. 그 글씨는 개성(個性)이란 것을 압살한 독특한 형(型)을 가지고 있다.